# Relaciones México-Palestina
Las relaciones México-Palestina son las relaciones diplomáticas existentes entre los Estados Unidos Mexicanos y el Estado de Palestina. En 2025, la presidenta Claudia Sheinbaum confirmó que México reconoce al Estado de Palestina.
México reconoce a Palestina desde 2012, cuando México votó favorablemente a que el Estado de Palestina fuese reconocido como Estado observador en las Naciones Unidas. Según la Secretaría de Relaciones Exteriores de México, dicho gesto equivalió legalmente al reconocimiento por México del Estado de Palestina.En consecuencia, en febrero de 2013, por primera vez un embajador de Palestina presentó oficialmente sus cartas credenciales al Presidente de México.

## Historia

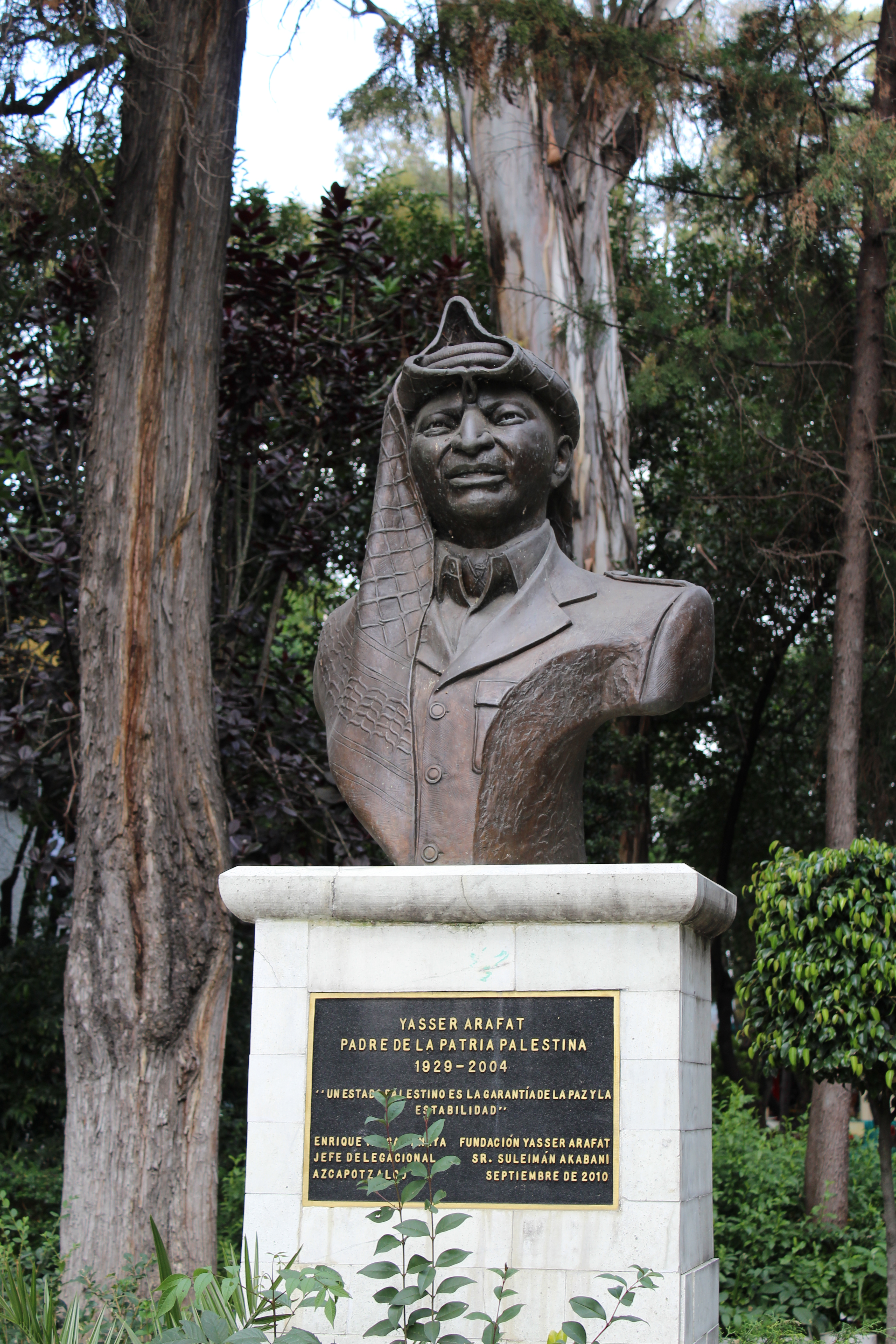
Estatua de Yasir Arafat en la Ciudad de México.

Durante la votación del 29 de noviembre de 1947 del Plan de las Naciones Unidas para la partición de Palestina; México fue uno de los diez países que se abstuvieron de votar. En agosto de 1975, el presidente mexicano Luis Echeverría Álvarez se reunió con el entonces jefe de la Organización para la Liberación de Palestina (OLP), Yasir Arafat, en Alejandría, Egipto y el gobierno mexicano pronto estableció relaciones diplomáticas con la OLP. Ese mismo año, la OLP abrió una "Oficina de Información" en la Ciudad de México, que fue elevada a una "Delegación Especial" en 1995 después del los Acuerdos de Oslo, donde se logró un acuerdo entre Israel y la OLP para que la Cisjordania y la Franja de Gaza tengan un gobierno autónomo provisional en los territorios palestinos.
En junio de 2000, la secretaria de Relaciones Exteriores de México, Rosario Green, realizó una visita oficial a la ciudad de Gaza y a Ramala. Durante su visita, la Secretaria Green se reunió con el presidente de la Autoridad Nacional Palestina, Yasir Arafat y le transmitió el mensaje enviado por el presidente mexicano Ernesto Zedillo invitando formalmente a Arafat a México. La Secretaria Green también se reunió con el ministro de Planificación y Cooperación Internacional. En 2005, México abrió una oficina de representación en Ramala.
En 2009, el ministro de Relaciones Exteriores palestino, Riyad al-Maliki, realizó una visita a México, convirtiéndose en el primer ministro de Relaciones Exteriores palestino en hacerlo. En 2011, México se abstuvo de votar por permitir que Palestina fuera miembro de la UNESCO. En junio de 2011, una estatua del expresidente de la Autoridad Nacional Palestina, Yasser Arafat, fue presentada en la Ciudad de México.
En 2012, México votó a favor de que Palestina se convirtiera en un "estado observador" dentro de las Naciones Unidas. En 2013, el Congreso mexicano instaló una sección en su edificio a la 'Amistad México-Palestina'. Durante los múltiples conflictos entre Israel y Palestina; México se ha mantenido neutral y ha pedido que ambas partes dejen de pelear y continúen con el proceso de paz. En diciembre de 2018, el ministro de Relaciones Exteriores palestino, Riyad al-Maliki, realizó una visita a México para asistir a la toma de posesión del presidente mexicano Andrés Manuel López Obrador. Según la Secretaría de Relaciones Exteriores de México, dicho gesto equivalió legalmente al reconocimiento del Estado de Palestina por México. En consecuencia, en febrero de 2013, por vez primera un embajador de Palestina presentó oficialmente sus cartas credenciales al Presidente de México.
En julio de 2021, el Senado de México reconoció las relaciones diplomáticas entre México y Palestina. En junio de 2023, el gobierno palestino reclasificó su misión diplomática en México y estableció una embajada.
En octubre de 2023, México condenó el ataque de Hamás a Israel y la consiguiente respuesta militar israelí en Gaza. México ha pedido la paz entre ambas partes y una solución de dos Estados.

## Visitas de alto nivel
Visitas de alto nivel de México a Palestina
- Secretaria de Relaciones Exteriores Rosario Green (2000)
- Subsecretaria de Relaciones Exteriores Lourdes Aranda (2009)
- Subsecretario de Asuntos Multilaterales y Derechos Humanos Juan Manuel Gómez Robledo (2009)
- Subsecretario de Relaciones Exteriores Carlos de Icaza González (2013)
- Director general para África y Medio Oriente Jorge Álvarez Fuentes (2017)
- Subsecretario de Asuntos Multilaterales y Derechos Humanos Miguel Ruiz Cabañas (2018)

Visitas de alto nivel de Palestina a México
- Ministro de Relaciones Exteriores Riyad al-Maliki (2009, 2011, 2012, 2018)
- Asesor Diplomático Mayor Majdi Khaldi (2009)
- Gobernadora de Ramala Laila Ghannam (2014)

## Acuerdos bilaterales
Ambas naciones han firmado algunos acuerdos, como un Acuerdo de Hermanamiento entre las ciudades de Belén y Monterrey (1999); Memorando de entendimiento entre la Secretaría de Relaciones Exteriores de México y el Ministerio de Relaciones Exteriores de la Autoridad Nacional Palestina (2009); Acuerdo de Cooperación en el Campo de la Salud entre la Secretaría de Salud de México y el Ministerio de Salud de la Autoridad Nacional Palestina (2011); y un Acuerdo de Hermanamiento entre las ciudades de Ramala y Toluca (2014).

## Ayuda financiera y comercio
En diciembre de 2008, México aportó una contribución financiera de $50,000 dólares a la Operación Línea de Vida en Gaza, del Programa Mundial de Alimentos (PMA), a fin de coadyuvar a proveer asistencia alimentaria a 365,000 palestinos, incluidos 50,000 niños en edad escolar de 85 centros educativos de la Franja de Gaza.
En octubre de 2014, México estuvo presente en la Reunión de Donadores de El Cairo, Egipto para la reconstrucción de Gaza, ocasión en la que se hizo pública la decisión mexicana de efectuar una donación extraordinaria de $1.1 millones de dólares para aliviar la crisis humanitaria de Gaza.

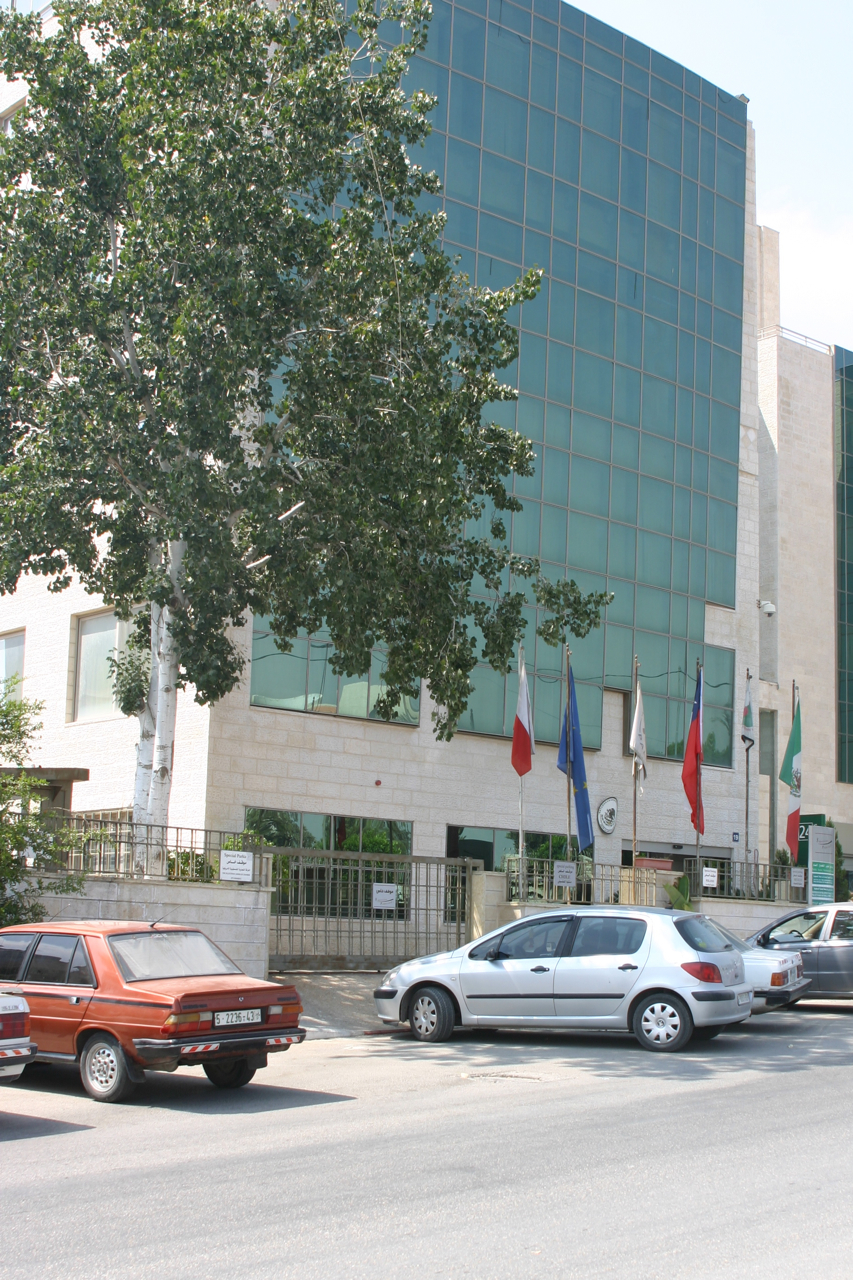
Edificio alojando a la Oficina de Representación de México en Ramala

México otorga de forma anual una contribución voluntaria a la Agencia de Naciones Unidas para los Refugiados de Palestina en Oriente Próximo (UNRWA). En 2017, México incrementó esta contribución a $250,000 dólares dirigidos al presupuesto central de la citada agencia de la ONU.
En 2023, el comercio bilateral entre México y Palestina ascendió a $1.4 millones de dólares. Las principales exportaciones de México a Palestina incluyen: vehículos de motor, instrumentos médicos, productos químicos, pan y verduras. Las principales exportaciones de Palestina a México incluyen: herrajes y artículos similares de metales comunes para muebles, puertas y ventanas; transistores y semiconductores similares, ácidos nucleicos y sus sales, y condensadores eléctricos.

## Misiones diplomáticas residentes
- México tiene una oficina de representación en Ramala.[21]
- Palestina tiene una embajada en la Ciudad de México.[22]